# 葉夫多基姆·賈布洛夫斯基
葉夫多基姆·菲利波維奇·賈布洛夫斯基（羅馬化：Yevdokim Filippovich Zyablovskiy；1763年7月31日—1846年3月30日），俄罗斯地理学家和学者。
1797 年，扎布洛夫斯基被任命为圣彼得堡师范中学（1803 年后称为教育学院）的历史和地理教授，后来担任统计学教授。 1816年至1833年，他在圣彼得堡大学任教，1818年被任命为名誉教授，1846年被任命为大学荣誉成员。